# Ried fan de Fryske Beweging
Ried fan de Fryske Beweging (RfdFB – Rådet for den Frisiske Bevægelse) er en organisation for personer, der støtter Frisland, frisisk sprog og kultur. Rådet er en uafhængig paraplyorganisation, der drives af frivillige. Den har adskillige medlemsforeninger og mere end 500 donatorer.

## Historie
Stiftelsen Ried fan de Fryske Beweging blev etableret i 1945 som en paraplyorganisation for mange mindre frisiske institutioner. Ideen om, at ét organ skulle repræsentere den frisiske bevægelse over for regering, politikere og institutioner opstod efter 2. verdenskrig ('It Selskip foar Fryske Tael en Skriftekennisse', 'It Kristlik Frysk Selskip', 'it Roomsk Frysk Boun' and it 'Frysk Boun om Utens'). Det væsentligste mål var at få etableret juridisk beskyttelse af det frisiske sprog under nederlandsk lov.

## Medlemmer
De følgende organisationer er medlem af Ried fan de Fryske Beweging:
- De Fryske Rie
- FBU = Frysk Boun om Utens
- Federaasje = Federaasje fan Fryske Studinteferienings
- FFE = Feriening foar in Federaal Europa
- FFOF = Freonen fan Omrop Fryslân
- FFU = Feriening foar Frysk Underwiis
- IFAT = It Frysk Amateur Toaniel
- Ons Bildt = Stichting 'Ons Bildt'
- Jong Fryske Mienskip
- Krúspunt = It eardere Kristlik Frysk Selskip
- Selskip 1844 = It Selskip foar Fryske Taal- en Skriftekennisse
- Stellingwarver Schrieversronte

## Mål
Følgende rettigheder er opnået i løbet af de seneste 50 år:
- 1 times frisisk i skolen (siden 1980 ifølge lov). I 1993 blev frisisk et obligatorisk fag i gymnasieskolen.
- Breve til officielle myndigheder kan skrives på frisisk og "bør" besvares på dette sprog.
- Politikere har lov til at tale frisisk ved møder, og referat kan føres på frisisk.
- I provinsen Fryslân kan der tales frisisk i retten. En frisisk taler har ret til at få en oversætter til stede, såfremt ikke alle tilhørere taler frisisk.
- Ret til at bruge frisisk i officielle dokumenter (siden 2005).